# Biarmosuchoides romanovi
Biarmosuchoides romanovi és una espècie extinta de sinàpsid, possiblement de la família dels escilacosàurids, que visqué en allò que avui en dia és l'Europa oriental durant el Permià mitjà, fa entre 264,3 i 266,9 milions d'anys. Se n'han trobat restes fòssils a Rússia. Es tracta de l'única espècie del gènere Biarmosuchoides. Tenia la mandíbula llarga i poc profunda, amb la símfisi mandibular llarga. Les dents postcanines presentaven una certa curvatura cap enrere. El nom genèric Biarmosuchoides significa ‘amb forma de Biarmosuchus’.